# Ranfurly Shield
Il Ranfurly Shield è un trofeo messo in palio tra le selezioni provinciali neozelandesi di Rugby a XV.

## Storia
Nel 1902 Lord Ranfurly, governatore della Nuova Zelanda, offrì un trofeo che venne assegnato alla selezione provinciale di Auckland che aveva ottenuto i migliori risultati nell'anno. Era il primo trofeo rugbystico neozelandese.
Il trofeo, denominato Ranfurly Shield venne rimesso in palio nel 1904, con un semplice regolamento: la squadra provinciale lo rimetteva in palio ogni volta che ospitava per una sfida un'altra selezione.
La formula fu assai criticata perché la squadra detentrice poteva accettare solo un numero limitato di sfide potendo evitare quindi di affrontare le squadre più forti.
Il problema si è risolto nel 1976, da quando cioè le sfide sono determinate dal calendario del campionato nazionale provinciale.
Il record di sfide vinte consecutivamente è di Auckland, che mantenne il titolo per 61 sfide dal 14 settembre 1985 al 17 settembre 1993.
Nel 1994 il Ranfurly, ormai ridotto male soprattutto nella parte in legno, venne restaurato dal giocatore di Canterbury Chris England, esperto in materia di restauro ligneo.

## Formula
- La squadra detentrice mette in palio il trofeo ad ogni incontro casalingo del campionato cui partecipa, National Provincial Championship (prima divisione) o Heartland Championship, esclusi i play off.
- Dal 2006 il detentore se partecipante al National Provincial Championship, deve accettare nel precampionato la sfida delle principali squadre del Heartland Championship.
- Paradossalmente se una squadra del torneo inferiore si aggiudicasse il trofeo, per tutta la stagione esso potrebbe essere conteso solo dalle squadre di livello inferiore.
- Il detentore può se vuole, mettere in palio il trofeo anche giocando in trasferta.

## Vincitori
| Union            | Anni    | Difese     |
| ---------------- | ------- | ---------- |
| Auckland         | 1902-04 | 0          |
| Wellington       | 1904-05 | 4          |
| Auckland         | 1905-13 | 23         |
| Taranaki         | 1913-14 | 6          |
| Wellington       | 1914-20 | 15         |
| Southland        | 1920-21 | 1          |
| Wellington       | 1921-22 | 2          |
| Hawke's Bay      | 1922-27 | 24         |
| Wairarapa        | 1927    | 2          |
| Manawhenua       | 1927    | 2          |
| Canterbury       | 1927-28 | 1          |
| Wairarapa        | 1928-29 | 8          |
| Southland        | 1929-30 | 3          |
| Wellington       | 1930-31 | 1          |
| Canterbury       | 1931-34 | 15         |
| Hawke's Bay      | 1934    | 2          |
| Auckland         | 1934-35 | 1          |
| Canterbury       | 1935    | 4          |
| Otago            | 1935-37 | 8          |
| Southland        | 1937-38 | 0          |
| Otago            | 1938    | 5          |
| Southland        | 1938-47 | 11         |
| Otago            | 1947-50 | 18         |
| Canterbury       | 1950    | 0          |
| Wairarapa        | 1950    | 0          |
| South Canterbury | 1950    | 0          |
| North Auckland   | 1950-51 | 2          |
| Waikato          | 1951-52 | 6          |
| Auckland         | 1952    | 0          |
| Waikato          | 1952-53 | 6          |
| Wellington       | 1953    | 5          |
| Canterbury       | 1953-56 | 23         |
| Wellington       | 1956-57 | 4          |
| Otago            | 1957    | 1          |
| Taranaki         | 1957-59 | 13         |
| Southland        | 1959    | 0          |
| Auckland         | 1959-60 | 2          |
| North Auckland   | 1960    | 1          |
| Auckland         | 1960-63 | 25         |
| Wellington       | 1963    | 0          |
| Taranaki         | 1963-65 | 15         |
| Auckland         | 1965-66 | 3          |
| Waikato          | 1966    | 0          |
| Hawke's Bay      | 1966-69 | 21         |
| Canterbury       | 1969-71 | 9          |
| Auckland         | 1971    | 1          |
| North Auckland   | 1971    | 6          |
| Auckland         | 1972    | 0          |
| Canterbury       | 1972-73 | 2          |
| Marlborough      | 1973-74 | 6          |
| South Canterbury | 1974    | 1          |
| Wellington       | 1974    | 1          |
| Auckland         | 1974-76 | 10         |
| Manawatu         | 1976-78 | 13         |
| North Auckland   | 1978-79 | 5          |
| Auckland         | 1979-80 | 6          |
| Waikato          | 1980-81 | 8          |
| Wellington       | 1981-82 | 4          |
| Canterbury       | 1982-85 | 25         |
| Auckland         | 1985-93 | 61         |
| Waikato          | 1993-94 | 5          |
| Canterbury       | 1994-95 | 9          |
| Auckland         | 1995-96 | 3          |
| Taranaki         | 1996    | 1          |
| Waikato          | 1996    | 1          |
| Auckland         | 1996-97 | 6          |
| Waikato          | 1997-00 | 21         |
| Canterbury       | 2000-03 | 23         |
| Auckland         | 2003-04 | 2          |
| Bay of Plenty    | 2004    | 1          |
| Canterbury       | 2004-06 | 14         |
| North Harbour    | 2006-07 | 3          |
| Waikato          | 2007    | 0          |
| Canterbury       | 2007    | 1          |
| Auckland         | 2007-08 | 5          |
| Wellington       | 2008-09 | 4          |
| Canterbury       | 2009    | 4          |
| Southland        | 2009-10 | 6          |
| Canterbury       | 2010-11 | 2          |
| Southland        | 2011    | 2          |
| Taranaki         | 2011-12 | 7          |
| Waikato          | 2012-13 | 4          |
| Otago            | 2013    | 0          |
| Hawke's Bay      | 2013    | 0          |
| Counties Manukau | 2013-14 | 6          |
| Hawke's Bay      | 2014-15 | 11         |
| Waikato          | 2015-16 | 6          |
| Canterbury       | 2016-17 | 6          |
| Taranaki         | 2017-18 | 5          |
| Waikato          | 2018    | 2          |
| Otago            | 2018-   | Canterbury |